# Hác Lôi
Hác Lôi (sinh ngày 1 tháng 11 năm 1978) là một nữ diễn viên và ca sĩ người Trung Quốc, nổi danh nhờ đóng các phim Di Hoà Viên (2006) và Phù thành mê sự (2012) của Lâu Diệp.

## Tiểu sử
Năm 2003, Hác Lôi đóng trong vở kịch Tê giác đang yêu của Liêu Nhất Mai ở Thượng Hải, Bắc Kinh, Thâm Quyến và Seoul. Năm 2006, Hác Lôi đóng trong tác phẩm Di Hoà Viên. Bộ phim được đón nhận tốt ở nước ngoài, song bị cấm tại Trung Quốc do miêu tả sự kiện Thiên An Môn và khoả thân.

## Danh sách phim

### Điện ảnh
| Năm  | Tựa tạm dịch                      | Tựa gốc          | Vai diễn               | Ghi chú |
| ---- | --------------------------------- | ---------------- | ---------------------- | ------- |
| 2001 | Mối tình đầu                      | 初恋的故事       | Tân Nguyệt             |         |
| 2006 | Di Hoà Viên                       | 颐和园           | Dư Hồng                |         |
| 2008 | Chúc mừng sinh nhật, An tiên sinh | 生日快乐！安先生 |                        |         |
| 2009 | Đế quốc bạc                       | 白銀帝國         | Đỗ Quân Thanh          |         |
| 2010 | Đệ tứ Trương Hoạch                | 第四張畫         | Mẹ của Tiểu Tường Đích |         |
| 2010 | Yêu em 10000 năm                  | 愛你一萬年       |                        |         |
| 2011 | Thủ vọng giả: Tội ác mê đồ        | 守望者：罪恶迷途 |                        |         |
| 2012 | Tình yêu trên sông Thượng Đích    | 春嬌與志明       | bạn của Thượng Ưu Ưu   |         |
| 2012 | Phù thành mê sự                   | 浮城谜事         | Lục Khiết              |         |
| 2014 | Người thân yêu nhất               | 亲爱的           | Lỗ Hiểu Quyên          |         |
| 2014 | Thời đại hoàng kim                | 黃金時代         | Đinh Linh              |         |
| 2015 | Thặng giả vy vương                | 剩者为王         | Sếp của Như Hy         |         |
| 2016 | Mưu sát tự thủy niên hoa          | 谋杀似水年华     | Đinh Thư               |         |
| 2016 | Mộng tưởng hợp hỏa nhân           | 梦想合伙人       | Văn Thanh              |         |
| 2016 | Thiên lượng chi tiền              | 天亮之前         | Khương Vũ Tình         |         |
| 2016 | Khoảnh khắc xán lạn nhất          | 灿烂这一刻       |                        |         |
| 2017 | Quán tạp hóa Giải Ưu              | 解忧杂货店       |                        |         |
| 2018 | Hello My Dog                      |                  |                        |         |

## Danh sách đĩa nhạc

### Album
Tất cả lời bài hát được viết bởi Hác Lôi.
| STT | Nhan đề | Phổ nhạc                | Thời lượng |
| --- | --- | ----------------------- | ---------- |
| 1.  | "Langzhong" (郎中; "Doctor") | Dương Gia Tùng          | 4:35       |
| 2.  | "Huacai Yuezhang" (华彩乐章; "Colorful Musical Movement")                                                                                 | Dương Gia Tùng          | 4:09       |
| 3.  | "Qianshui" (潜水; "Freediving") |                         | 4:58       |
| 4.  | "Putao" (葡萄; "Grape") | Hác Lôi                 | 4:53       |
| 5.  | "Wo" (我; "I") | Dương Gia Tùng          | 3:17       |
| 6.  | "Ni" (你; "You") | Dương Gia Tùng          | 4:43       |
| 7.  | "Woniu Yu Haidan" (蜗牛与海胆; "Snail and Sea Cucumber" — hợp tác với Dương Gia Tùng)                                                     | Dương Gia Tùng          | 4:15       |
| 8.  | "Tiansheng Sharenkuang" (天生杀人狂; "Sát nhân điên cuồng từ trong trứng")                                                                | Dương Gia Tùng, Hác Lôi | 4:59       |
| 9.  | "Xu Xian" (许仙 — hợp tác với Dương Gia Tùng)                                                                                             | Dương Gia Tùng          | 5:09       |
| 10. | "Xiaowangzi Yu Si Yiqianwanci de Mao" (小王子与死一千万次的猫; "Tiểu vương tử và chú mèo chết 10 triệu lần" — hợp tác với Dương Gia Tùng) | Dương Gia Tùng          | 3:55       |
| 11. | "Sheng Sheng Man" (声声慢; "Slow, Slow Tune")                                                                                             | Hác Lôi                 | 5:09       |

### Các bài hát khác
| Bài hát                                                                     | Lời        | Nhạc           | Ghi chú                                            |
| --------------------------------------------------------------------------- | ---------- | -------------- | -------------------------------------------------- |
| "Yangqi" (氧气; "Oxygen")                                                   | Liao Yimei | Zhang Guantian | bài hát trong Luyến ái đích té ngưu và Di Hoà Viên |
| "Dang Ai Chengle Wangshi" (当爱成了往事; "Khi tình yêu đi vào dĩ vãng")     | Chen Xi    | Dong Dongdong  | bài kết của Khi tình yêu thành dĩ vãng             |
| "Ren Yu Zhi Lian" (人鱼之恋; "Nhân ngư chi luyến" — song ca với Yu Xiaowei) | Hao Lei    | Zhao Weili     | bài nhạc hiệu của Thư muội tân nương               |

## Đề cử và giải thưởng
| Năm  | #          | Giải thưởng                               | Hạng mục                              | Tác phẩm             | Kết quả          |       |
| ---- | ---------- | ----------------------------------------- | ------------------------------------- | -------------------- | ---------------- | ----- |
| 2010 | lần thứ 47 | Giải Kim Mã                               | Nữ diễn viên phụ xuất sắc nhất        | Đệ tứ Trương Hoạch   | Đoạt giải        |       |
| 2012 | lần thứ 49 | Giải Kim Mã                               | Nữ diễn viên xuất sắc nhất            | Phù thành mê sự      | Đề cử            |       |
| 2013 | lần thứ 13 | Giải điện ảnh truyền thông Trung Quốc     | Nữ diễn viên xuất sắc nhất            | Phù thành mê sự      | Đề cử            |       |
| 2013 | lần thứ 4  | Giải Nghiệp đoàn đạo diễn phim trung Quốc | Nữ diễn viên xuất sắc nhất            | Phù thành mê sự      | Đề cử            |       |
| 2013 | lần thứ 7  | Giải thưởng điện ảnh châu Á               | Nữ diễn viên xuất sắc nhất            | Phù thành mê sự      | Đề cử            |       |
| 2013 | lần thứ 4  | en:Youth Film Handbook                    | Nữ diễn viên xuất sắc nhất            | Phù thành mê sự      | Đồng chiến thắng |       |
| 2014 | lần thứ 51 | Giải Kim Mã                               | Nữ diễn viên phụ xuất sắc nhất        | Thời đại hoàng kim   | Đề cử            |       |
| 2015 | lần thứ 6  | en:Youth Film Handbook                    | Nữ diễn viên xuất sắc nhất            | Thời đại hoàng kim   | Đề cử            |       |
| 2015 | lần thứ 34 | Giải thưởng Điện ảnh Hồng Kông            | Nữ diễn viên phụ xuất sắc nhất        | Thời đại hoàng kim   | Đề cử            |       |
| 2015 | lần thứ 15 | Giải điện ảnh truyền thông Trung Quốc     | Nữ diễn viên phụ xuất sắc nhất        | Người thân yêu nhất  | Đề cử            |       |
| 2018 | lần thứ 24 | Liên hoan truyền hình Thượng Hải          | Nữ diễn viên xuất sắc nhất            | Tình mãn tứ hợp viện | Đề cử            |       |
| 2019 | lần thứ 6  | Giải diễn viên Trung Quốc                 | Nữ diễn viên xuất sắc nhất (Sapphire) | Tình mãn tứ hợp viện | Đề cử            | [ 2 ] |
| 2020 | lần thứ 32 | Giải Phi thiên                            | Nữ diễn viên xuất sắc                 | Tình mãn tứ hợp viện | Đề cử            |       |
| 2020 | lần thứ 7  | Giải diễn viên Trung Quốc                 | Nữ diễn viên xuất sắc nhất (Sapphire) | —                    | Đề cử            | [ 3 ] |